# Strzelanina w Milwaukee (2020)
Strzelanina w Milwaukee – strzelanina, do której doszło 26 lutego 2020 roku w siedzibie przedsiębiorstwa z branży browarniczej w Milwaukee w stanie Wisconsin w Stanach Zjednoczonych. Sprawcą strzelaniny był dawny pracownik przedsiębiorstwa 51-letni Anthony Ferrill.

## Przebieg
Strzelanina wybuchła o godz. 14:30, kiedy sprawca zaczął strzelać w kierunku swoich dawnych współpracowników. Zabił pięciu z nich, a na koniec popełnił samobójstwo. Po ataku zamkniętych zostało wiele szkół i przedsiębiorstw w okolicy.

## Reakcje
Prezydent USA Donald Trump odniósł się do strzelaniny podczas konferencji, nazywając strzelca niegodziwym mordercą. Ofiary strzelaniny miały od 33 do 61 lat.